# Kim Kwan-kyu
Kim Kwan-kyu (koreanisch 김관규; * 15. März 1967) ist ein ehemaliger südkoreanischer Eisschnellläufer.
Kim startete international erstmals bei den Juniorenweltmeisterschaften 1983 in Sarajevo, wobei er den 26. Platz im Kleinen Vierkampf errang. In den folgenden Jahren kam er bei den Juniorenweltmeisterschaften 1984 in Assen auf den 29. Platz im Kleinen Vierkampf, bei den Juniorenweltmeisterschaften 1985 in Røros auf den 19. Rang im Kleinen Vierkampf und bei den Winter-Asienspielen 1986 in Sapporo auf den sechsten Platz über 5000 m sowie auf den fünften Rang über 10.000 m. In der Saison 1987/88 belegte er bei der Mehrkampfweltmeisterschaft 1988 in Alma Ata den 35. Platz im Großen Vierkampf und bei den Olympischen Winterspielen 1988 in Calgary jeweils den 29. Platz über 1500 m und 5000 m sowie den 22. Rang über 10.000 m. In der Saison 1988/89 nahm er in Innsbruck an seinen einzigen Läufen im Eisschnelllauf-Weltcup teil, wobei er den 28. Platz über 5000 m und den 23. Platz über 1500 m errang. Letztmals international startete er bei der Mehrkampfweltmeisterschaft 1989 in Oslo, wobei er auf den 33. Platz im Großen Vierkampf kam.

## Persönliche Bestleistungen
| Disziplin | Zeit         | Datum             | Ort      |
| --------- | ------------ | ----------------- | -------- |
| 500 m     | 39,03 s      | 5. März 1988      | Alma Ata |
| 1000 m    | 1:19,80 min  | 21. Dezember 1989 | Seoul    |
| 1500 m    | 1:56,85 min  | 13. Februar 1988  | Calgary  |
| 3000 m    | 4:09,50 min  | 12. November 1988 | Inzell   |
| 5000 m    | 7:02,13 min  | 13. Februar 1988  | Calgary  |
| 10.000 m  | 14:34,65 min | 13. Februar 1988  | Calgary  |